# 土曜はヨイショ!!
『土曜はヨイショ!!』（どようはヨイショ）は、1984年4月7日から1994年3月26日まで新潟放送で毎週土曜日 12:00 - 13:00 (JST) に生放送されていたローカルバラエティ番組である。1989年10月7日放送分からステレオ放送になり、その後（期日不明）クリアビジョン放送となった。

## 出演者
金親顕男
メイン司会。番組での表記は「金親あきお」だった。
伊藤充（みつ）
初代番組アシスタント。
白田彰子
二代目番組アシスタント。
大倉修吾
ロケのコーナーを担当。
その他、女性アナウンサーや歌手が出演していた。

## 内容
メインは10万円ラッキーゲーム。ハガキに1から3の数字を3つ組み合わせたナンバー（1-2-3、2-2-2、3-3-2等、全部で27通り。ナンバーズのようなもの）を１つ書いて送り、当たると抽選ボックスにハガキを入れて抽選、電話を掛けて10万円が入っているパネルゲームに挑戦できた。10万円以外にも色々な商品がある。制限時間（番組終了時間）を迎えるまで抽選・電話・パネルゲームが続けられる。10万円の本数は決まっていない。これは獲得されなかった10万円の本数＋1が次週の本数というルールのためである。パネルの枚数は、放映初期では15枚で数字のみを指定、中期から末期は20枚で、5枚ずつ赤、青、黄、緑に色分けされ、「赤の3」「緑の4」という風に指定していた。
番組の合間に数字を1つずつ抽選。「第○関門」と呼ばれ（ラストは最終関門）、第一関門と最終関門はルーレット（初期は電子ルーレットで末期はモーター式のルーレット）、第二関門は大倉のロケコーナー（サイコロ、尻相撲など）やコリントゲーム等、末期は会場の代表者が投げるサイコロで決めていた。
応募ハガキはナンバー毎にセット内の分類棚へ収められる。このとき的中の可能性があるナンバーのナンバー表示が点灯、各関門で番号が決まる度に、的中しなかったナンバー表示が消灯していく。ハズレたナンバーが消える時に金親が「ご愁傷様でした」と言うのがお決まりだった。
新潟放送の本社で公開生放送をしており観覧は自由で、集まった観客にも配られるフリップボードにナンバーを書き予想、当たると大体4番目に挑戦できた（2人以上的中者がいた場合はジャンケンで挑戦者を決定、負けた人は残念賞が貰えた）。賞品が当たると基本は後日発送となる（当たりフリップボードに住所、名前などを書く）。
他にその週の全ハガキの応募者の中から抽選で2、3人に電話し、クイズに答えて正解するとツインバード工業協力の掛け時計、不正解なら小さい時計が貰えるクイズコーナー、月末にはナンバーは当たったが、パネルゲームに参加できなかった全ハガキの中から抽選で新潟日報旅行社の旅がプレゼントされる「リターンマッチ」があった。

## その他
- 全盛期は毎週有名歌手がゲスト出演し歌を披露していたが（ゲストが小林幸子の時は、先着順で入場制限されたことがある。番組後期頃までは、出番まで見学者と同じ席で待機している）、末期になると有名ではない歌手などが出演する機会が多くなった。
- 中期から末期のモーター式ルーレットはボタンを押してる間は回り、離すと止まる簡単な構造だった。また、長く回すと金親が「モーターが焼け焦げますから」ということがあった。
- 10万円ラッキーゲームの第1関門の数字を早押しクイズで決める「ハワイでヨイショ!!クイズ合戦」という企画があった。これは3人の一般解答者がくじで枠番号を決め、勝った人の枠番号がそのまま最初の数字となるものだった。勝ち抜き制で、3週勝ち抜きで沖縄、5週勝ち抜きでハワイ旅行を賭けたゲームに挑戦できた。それ故にチャンピオンの枠番号が決まると、ナンバー予想をしている会場の観客からどよめきが起こることもあった。
- 10万円ラッキーゲームは、途中から10万円を当てると無条件でもう1枚パネルを引けるルールに変更された（パネルの右下に「ラッキーパネル」札があり、最初は10万円以外のパネルに入っていた）。そのため20万円、30万円と獲得できる可能性もあったがハズレも入っており、引いてしまうと獲得額は10分の1に減らされた（最初から引くと残念賞）。ちなみにこのゲームで獲得した最高現金獲得記録は40万円で（1991年6月15日放送、この週の10万円は4本だったが10万円パネルを4回連続引き当てた）、当てたのは白根市在住の男子高校生だった。金親は40万円が出た瞬間「（10万円パネルの配置を）読まれてるよ」とビックリした様子であった。
- 観客席は初期は対面式であったが、末期は雛壇式の座席がセットの端の方に置かれていた。
- 観覧が自由だったために毎週来る常連も多く、会場での的中者が2人以上の場合で、前にパネルゲームに参加したことのある人は辞退するように促されていた。
- 常連観覧者の母息子が10万円ラッキーゲーム用の何通りもの数字が書かれたフリップボードを大量に隠し持ち、ゲームに勝ち進んでいた事が他の観覧者の指摘で発覚し問題になる。発覚後、記念に持ち帰る事のできたフリップボードはスタジオ退場時に回収されることとなる。
- 第2関門の数字決めがロケコーナーの時期もあったということは前記でも触れたが、それ故にロケ地の周りにいた人たちは、いち早く第2関門の数字を知ることができたようだ。
- テレビスタジオとラジオスタジオが近く、本番終了後の午後1時ちょうどに同局のラジオ番組『ハロー!!ジャンボサタデー』の公開生放送が行われていたため、観客がそこへ流れて行くことが多かった。
- 2008年12月23日放送のBSNテレビ開局50周年記念番組『発見！発掘！新潟とテレビの50年』（15時 - 16時54分）の蔵出紹介で14年ぶりに登場。紹介の中で10万円獲得者は387人、開いた10万円パネルは462枚、賞金総額にすると4620万円になった。またハガキの数は1週間で平均6000枚、10万円の本数が多い週やハガキの値上がり直前の際は15000枚も届いたことがあった。さらに届いたハガキの総数は310万枚、総額にすると1億2500万円になる。ちなみに、はずれたハガキは白山神社で祓われ、供養されていた。